# پاتلی بریج
latitudeپاتلی بریجlongitudeپاتلی بریج
پاتلی بریج (به انگلیسی: Pateley Bridge) یک شهرک در بریتانیا است که در انگلستان واقع شده‌است.

## خصوصیات
پاتلی بریج ۲٬۱۵۳ نفر جمعیت دارد.